# ریو (مبارز خیابانی)
ریو (ژاپنی: リュウ هپبورن: Ryū) یک شخصیت ساختگی و قهرمان اصلی و استاد مراسم مجموعه بازی‌های ویدئویی مبارز خیابانی از شرکت کپ‌کام است. ریو پس از نمایش نخستین قسمت بازی مبارز خیابانی در سال ۱۹۸۷، به عنوان شخصیت اصلی در کنار بهترین دوستش کن مسترز ظاهر شد. دیگر بازی‌های این مجموعه نشان می‌دهند که ریو با هدف تبدیل شدن به قوی‌ترین نسخه خودش، به شدت بر روی تمرین‌های رزمی متمرکز است. ریو که قادر به کنترل ماهیت تاریک خود نبود، از خودش دو خود دیگر ایجاد کرد: ریو شیطانی (殺意の波動に目覚めたリュウ Satsui no Hadō ni Mezameta Ryū, lit. «ریو با موجی از نیت کشتار بیدار شد»، یا به صورت کوته‌نوشت ساتسویی ریو در مبارز خیابانی آلفا ۳)، و کاگه نارو مونو (影ナル者, lit. سایه) یا به‌طور خلاصه کاگه.
این شخصیت توسط تاکاشی نیشیاما و با الهام از بنیان‌گذار سبک کیوکوشین کای ماسوتاتسو اویاما خلق شده‌است. در دومین حضورش، طراحی ریو از یک مبارز جوان به یک کاراته‌کار ماهر تغییر کرد. با این حال، به علت مشکلاتی که در حین ساخت نسخهٔ مبارز خیابانی ۲ وجود داشت، او ضعف بزرگی در بین شخصیت‌های دیگر بازی داشت. برای عناوین بعدی سبک مبارزه ریو اصلاح شد، و او مهارت‌های مختلفی با ریو شیطانی و کاگه داشت که همراه با حرکات متنوع‌تری بودند. ریو از نسخهٔ اول این سری به عنوان قهرمان اصلی بازی به‌شمار می‌رفت و همچنین بعدها به عنوان شخصیت قابل کنترل در چندین بازی کراس‌اوور مرتبط با این فرنچایز ظاهر شده‌است که از آن‌ها می‌توان به مارول علیه کپ‌کام، پراجکت کراس زون، و برادران سوپر اسمش. اشاره کرد.